# 博赫丹·斯圖普卡
博赫丹·西爾韋斯特羅維奇·斯圖普卡（烏克蘭語：Богдан Сильвестрович Ступка；1941年8月27日—2012年7月22日），烏克蘭著名演員，曾任烏克蘭文化部長。斯圖普卡出生于烏克蘭西部，父母均爲乌克兰人。斯圖普卡曾於2001年担任第23屆莫斯科國際電影節评审团成员，並在3年後的第26屆莫斯科國際電影節上凭借在電影《我们自己》中的出色演出荣获最佳男演员奖。
斯圖普卡多部電影中演出了超過一百多個角色，在戲劇中扮演過五十多個角色。斯圖普卡曾以此被授予過多項獎項和榮譽稱號，其中包括烏克蘭功勛藝術家、蘇聯人民藝術家和烏克蘭英雄等稱號。
斯图普卡逝世後被埋葬在基輔西部的拜科夫墳場。
他的儿子奧斯塔普·斯圖普卡同樣也是一名演员。

## 纪念
- 烏克蘭全國各地的城市例如文尼察、布恰、鲍里斯皮尔、日托米爾、扎波罗热、錫內利尼科韋、塔夫里斯克、波克罗夫斯克和斯拉維揚斯克等的一些街道均有以斯圖普卡命名。

- 编号為269252的博赫丹斯图普卡小行星是在斯图普卡67岁生日當天晚上在安德鲁希夫卡天文台被发现，後來以斯氏命名。
- 2016年10月5日，烏克蘭郵政发行了一枚献给斯图普卡的邮票[7]。
- 2016年，为紀念这位演员75岁冥誕，斯氏出生地庫利基夫的大會堂内开设了斯图普卡博物馆展室。
- 2017年，为紀念斯图普卡76嵗冥誕，當地鎮政府在庫利基夫大會堂前附近竖立了他的半身像[8]。
- 2021年8月27日，为纪念这位演员80岁冥誕，在基辅的贊科維茨卡街揭幕了一块浅浮雕和一块带有微型雕塑的纪念牌匾[9][10]。
- 2022年5月，赫梅利尼茨基州城市霍罗多克的图哈切夫斯基街更名为斯图普卡街。